# 布隆加利夫卡
49°17′29″N 25°17′14″E / 49.29139°N 25.28722°E
布隆加利夫卡（烏克蘭語：Бронгалівка），是烏克蘭的村落，位於該國西部捷爾諾波爾州，由捷尔诺波尔区負責管轄，始建於1863年，面積10平方公里，海拔高度385米，2001年人口117，人口密度每平方公里11.7人。